# Гуон де Ротеланд
Гу́он де Ро́теланд (англ. Hue de Rotelande) — англо-нормандский поэт конца XII века, писавший на старофранцузском языке.
Он родился в городе Rhuddlan в Северном Уэльсе (на территории нынешнего Денбишира), был клериком у барона Жильберта де Монмута Фиц-Бадерона в графстве Херефорд.
Известен как автор рыцарских романов «Ипомедон» и «Протесилай», написанных в 1180-х годах. Посвященные античной тематике, эти книги не имеют исторической основы и довольно свободно оперируют мотивами античных сказаний, своевольно перекомбинируя родственные связи и отношения персонажей древнегреческой мифологии и истории, извлеченных в основном из разных версий «Романа об Александре».
«Ипомедон» и «Протесилай» сюжетно связаны между собой: герой второго романа является сыном протагониста первой книги. Но их связь не только в этом. По сути дела перед нами одна и та же сюжетная структура. В центре каждого романа находится один персонаж — влюбленный юноша, преодолевающий всяческие препятствия на пути к любимой, и поэтому книги Гуона де Ротеланда в какой-то мере могут быть отнесены к «греко-византийскому» типу рыцарского романа.
Среди препятствий едва ли не первое место занимают не козни врагов, не превратности судьбы, а любовное влечение встречающихся герою на пути женщин и девушек. Ночуя в доме Исмены, Ипомедон подвергается каждую ночь её настойчивым атакам. Ему приходится прикидываться то спящим и спросонок хватающимся за шпагу, то совершенно непонимающим, чего собственно хочет молодая женщина. Когда же Исмена недвусмысленно предлагает герою себя, посулив в награду богатый фьеф в Бургундии, Ипомедон не скупится на обещания, лишь бы от неё отделаться.
Таким же атакам подвергается во втором романе и Протесилай. Медея влюбляется в него ещё до того, как они встречаются, и затем настойчиво добивается его благоволения. Все эти любовные безумства героинь описаны достаточно трафаретно, но, в отличие от более ранних произведений, у Гуона де Ротеланда нельзя не заметить иронии и скрытой усмешки.
Как и полагается в «греко-византийском» романе, в «Ипомедоне» и в «Протесилае» идиллические мотивы причудливо переплетаются с запутанной «авантюрной» интригой. Кардинальная этическая проблема, которая занимает автора, это разница между подлинным чувством, исполненным душевного трепета, нежности, самоотверженности (так любят молодые герои романиста — Ипомедон, Протесилай, Фьера, Дева Острова и т. д.), и любовью чувственной, грубой, продиктованной какими-либо материальными интересами.
Переживания героев Гуона де Ротеланда определяются не только прихотливым складом их характера, но и внешними обстоятельствами, причем основной конфликт возникает от столкновения внутренних намерений героев с этими внешними причинами. Героиня романа «Ипомедон», которая носит красноречивое имя Фьера (то есть, Гордая), вынуждена выбрать себе мужа, ибо к этому понуждают её бароны, полагающие, что слабая юная девушка не может благополучно править своим Калабрийским герцогством, которому постоянно угрожают воинственные соседи.